# Open Estonia Foundation
Open Estonia Foundation (OEF, em estoniano:  Avatud Eesti Fond) é uma organização da Estónia que apoia e desenvolve uma sociedade aberta na Estónia. Para atingir os seus objetivos, a OEF organiza eventos, inicia programas e presta apoio a determinados projectos.
A OEF foi criada a 19 de abril de 1990 com o apoio do filantropo George Soros.
Anualmente, a OEF dá o Prémio Concord (em estoniano:  Koosmeele auhind).